# Dodge City Regional Airport

i7
i11
i13
Der Dodge City Regional Airport (IATA-Code: DDC, ICAO-Code: KDDC) ist ein Regionalflughafen in Dodge City in Kansas, USA.

## Lage und Anfahrt
Der Flughafen liegt etwa fünf Kilometer östlich der Innenstadt von Dodge City, Ford County, Kansas, USA.

## Fluggesellschaften und Ziele
Der Flughafen wird von einer Fluggesellschaft angeflogen, diese wird durch das Essential-Air-Service-Programm unterstützt:
- Great Lakes Airlines nach Flughafen Denver, Flughafen Kansas City

Laut ASN sind keine Unfälle am Flughafen bekannt.(Stand 08/2010)